# Syspasis haesitator
Syspasis haesitator är en stekelart som först beskrevs av Wesmael 1845.  Syspasis haesitator ingår i släktet Syspasis och familjen brokparasitsteklar. Arten är reproducerande i Sverige. Utöver nominatformen finns också underarten S. h. alpina.